# Automation

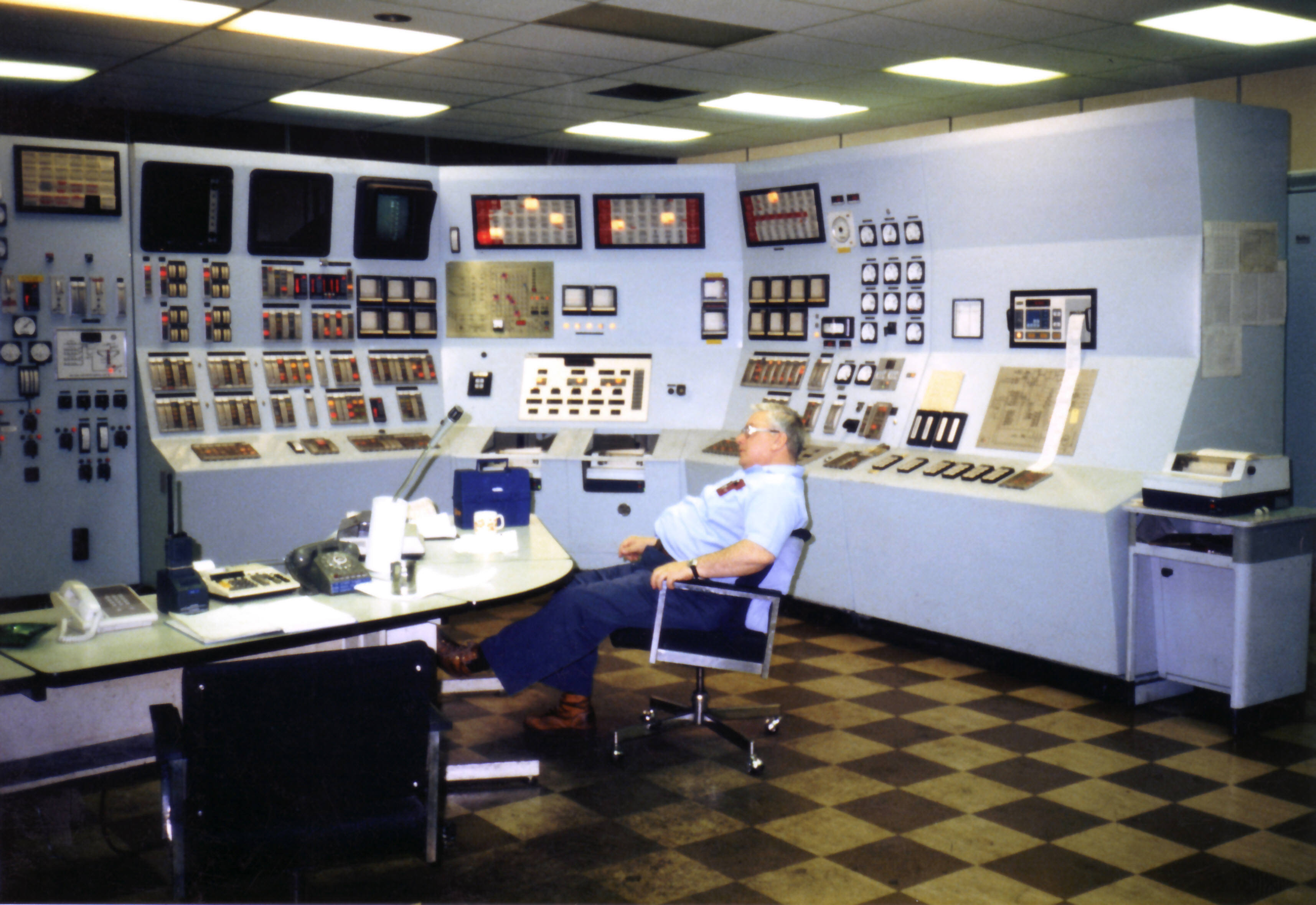
Minimalt med mänskliga åtaganden behövs på kraftstation som denna.

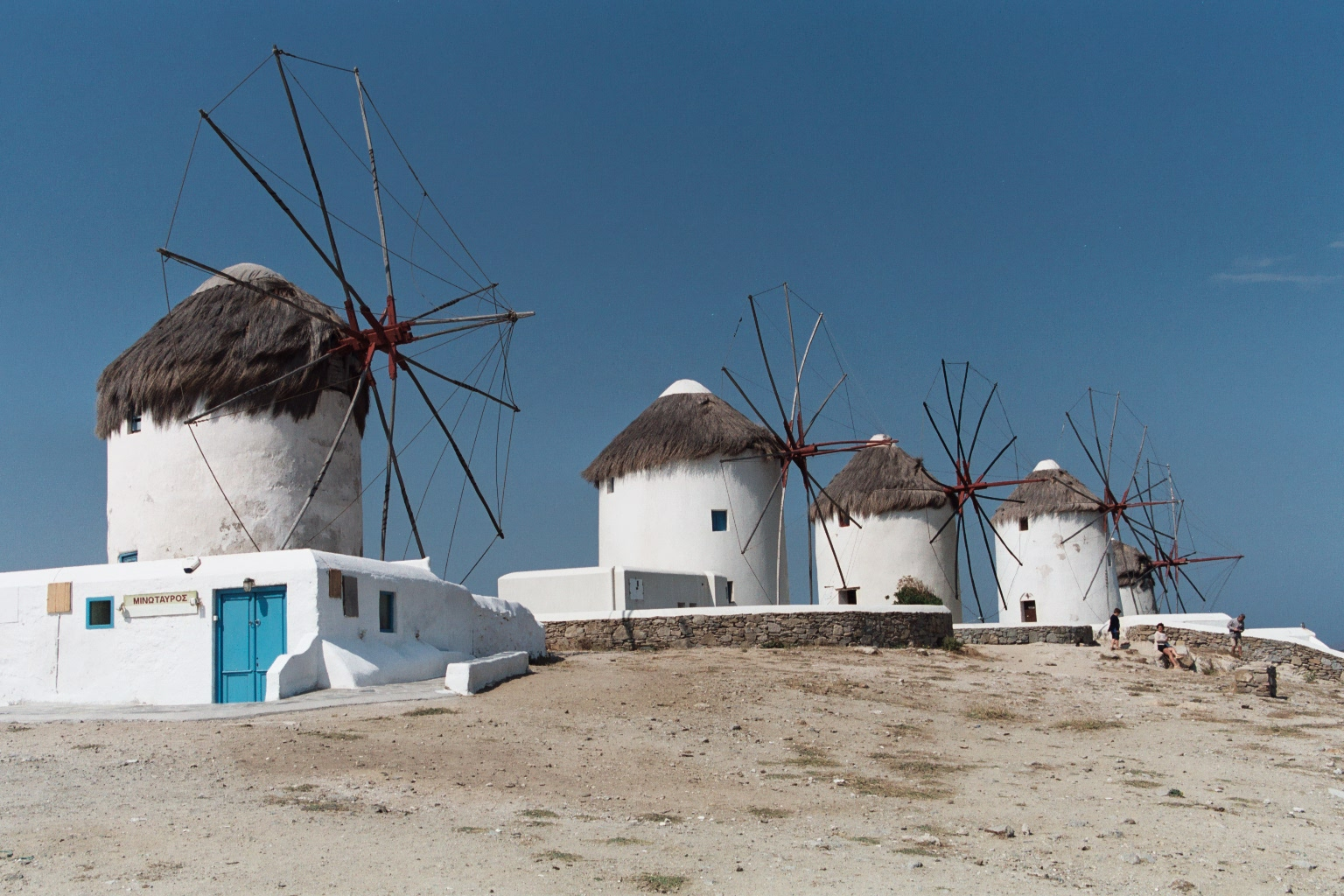
Väderkvarnar på Mykonos.

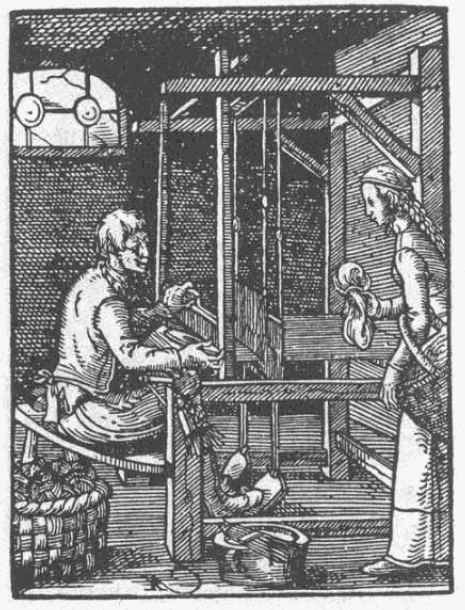
Vävstol omkring 1568.

Automatisering eller automation betyder att man låter en maskin eller teknik utföra ett arbete. Automation kommer från grekiskans 'automatos' och betyder på egen hand. Ett exempel på automation är väderkvarnar, där man låter vinden driva en kvarn, ett arbete som annars är väldigt fysiskt ansträngande.
Skillnaden på orden automation och automatisering är att automation även inkluderar någon form av styrsystem och således inte behöver någon människa för att övervaka systemet. Ett exempel på automatisering hade kunnat vara en motor som driver en svarv som fortfarande behöver en människa för att styra svarven och motorn.
Automation är ett viktigt framtidsområde med tydlig koppling till såväl IT och elektronik som till ekonomi, människa/maskin och miljö. Automationssystem är ofta komplexa med stora datanätverk, sensorer, visualisering av komplex processinformation i realtid, förståelse för användarens produktionsekonomi, simulering etc. Här krävs förståelse för såväl teknik och miljö som ekonomi och beteende.
Under Sveriges EU-ordförandeskap sista halvåret 2009 har begreppet Eco Efficient Economy lanserats. Vad som menas är att det inte finns något motsatsförhållande mellan framtida affärsmöjligheter och en positiv påverkan på miljön. Här finns stora möjligheter för nya Clean Tech-företag, men vad som inte alltid lyfts fram är att automation har en viktig roll att spela. Det absolut mest effektiva sättet att reducera negativ miljöpåverkan är att verka för att utsläpp eller onödig resursutnyttjande minimeras.
Uttrycket är även flitigt använt inom musikproduktion, där automatisering innebär att man spelar in och spelar upp mixerreglagens och rattarnas rörelser vid en mixningsprocess. Exempelvis kan volymändringar i ett sångspår automatiseras.
Automatisering har av många pekats ut som en frigörande kraft för mänsklighetens bästa, exempelvis av den grekiske poeten Antiparos.
Han lovsjöng vattenkvarnen när han diktade: "Spar den arm som får kvarnen att snurra, o mjölnerskor, och sov lugnt! Låt tuppen förgäves förkunna att dagen gryr! Demeter har tvingat nymferna att utföra slavens arbete, och se hur muntert de nu dansar på hjulet, se hur den snurrande axeln rullar sina ekrar och får den tunga kvarnstenen att gå runt. Låt oss leva det liv våra fäder levde och låt oss i overksamhet glädja oss åt de gåvor gudinnan skänker."

## Områden
De olika områdena inom automation är väldigt flytande. Ofta både överlappar och interagerar de med varandra, men lite kortfattat så kan man dela upp det som följer. Man kan sammanfatta fyra stora automationsområden; processautomation, verkstadsautomation, industriautomation och fastighetsautomation. En publikation som bevakar, beskriver och redogör för de olika automationsområdena är tidningen Automation

### Produktion
Inom industrin finns det tre olika områden; Tillverkning (A), Måleri (B) och Montering (C). Automation är vanligast i (A) och (B) delen medan det är mer manuellt arbete i (C). Automation har huvudsakligen använts till tre områden:
- Operationer där själva utförandet behöver hög noggrannhet eller är för farlig för en människa (kemikalier etc)
- Stabilitet i repetitiva och monotona arbetsuppgifter
- För att höja kapaciteten

Automation kan delas in i olika automationsnivåer. De olika nivåerna kan skilja sig, men det vanligaste är tre nivåer; manuellt,semi-automatiskt och helt automatiskt.

### Övervakning
Se SCADA och HMI men även dataloggning

### Mät- och reglerteknik
Hit kan man räkna till exempel kemikaliehantering, massaindustrin och kärnkraftverk. Man brukar säga att man styr och/eller reglerar en process. Man hanterar temperaturer, tryck, nivåer, varierande flöden etc.

### Materialhantering
Materialhantering är lite av mät- och reglerteknikens motsats. Istället för ett varierande flöde, så har man här att göra med en sak. Till exempel bilhytter, lådor eller kex. Dessa ska sen paketeras, transporteras eller kanske in i ett lager.

### Robotteknik
- Se Industrirobot

## Styrsystem
En maskin, eller anläggning, måste ha något som säger till den vad som ska göras; ett styrsystem. Äldre och mindre maskiner styrs ofta bara av relä, så kallad relästyrning, medan större maskiner och anläggningar ofta styrs av en PLC. PLC:n tar emot signaler från till exempel sensorer, knappar eller andra styrsystem och jämför dem med sitt program. Sedan sänder den ut de signaler som programmet säger åt den att göra, till exempel startar en motor eller öppnar en ventil.
Se även PLC och Styrteknik

## Kritik
Kritik mot automatiseringen har framförts av forskare som Jacques Ellul. Syftet med kritiken är att framhålla mänskliga värden och värderingar som komplement till strikt ekonomiska värden.